# Helmut Faust
Helmut Faust (* 31. März 1928 in Osterode, Ostpreußen; † 13. März 2008 in Leipzig) war ein deutscher Pädagoge, pädagogischer Wissenschaftler und von 1978 bis 1993 Professor für Pädagogik an der Universität Leipzig. Zuvor war er in der Zeit der DDR leitend in der Abteilung Volksbildung der Verwaltung des Kreises Nordhausen tätig.

## Leben und Wirken
Helmut Faust war der Sohn des Telegrafenbeamten Otto Faust und Charlotte Faust, geb. Nadolny, und das jüngste von drei Kindern. Seine beiden älteren Brüder starben während des Zweiten Weltkrieges. Von 1934 bis 1942 besuchte er die Volksschule in Osterode und begann 1942 eine pädagogische Ausbildung an der Lehrerbildungsanstalt in Patschkau (Oberschlesien). Er besuchte 1944 die Lehrerbildungsanstalten von Kielce, Zakopane und Neiße (Nysa). Von 1938 bis 1945 war Faust Mitglied der Hitlerjugend und des Deutschen Jungvolks. Im März 1945 gelang es ihm, seinen Eltern ins thüringische Klettenberg zu folgen – diese waren bereits 1944 dorthin übersiedelt – und arbeitete dort einige Monate als Landarbeiter.
Ab Dezember 1945 besuchte er die pädagogische Fachschule Keilhau, die er 1946 mit der Prüfung zum Neulehrer abschloss. Die Prüfung für das Lehramt an Grundschulen legte er 1950 in Nordhausen ab und unterrichtete von 1946 bis 1958 als Neulehrer an der Grundschule in Liebenrode. Nach einem Fernstudium folgte 1957 das Staatsexamen mit der Lehrbefähigung als Fachlehrer für Deutsch.
Von 1949 bis 1990 war Faust Mitglied der SED. Als gewähltes ehrenamtliches Mitglied gehörte er von 1949 bis 1959 dem Kreistag von Nordhausen an. Im Jahr 1958 wurde er Direktor des pädagogischen Kreiskabinetts und war anschließend von 1964 bis 1966 stellvertretender Kreisschulrat für Unterricht und Erziehung des Kreises Nordhausen.
Zwischen 1959 und 1964 absolvierte er ein Fernstudium der Pädagogik an der Pädagogischen Fakultät der Humboldt-Universität zu Berlin und schloss dieses mit dem Universitätsabschluss als Diplom-Pädagoge ab. Im Jahr 1964 begann Faust seine wissenschaftliche Laufbahn an der Karl-Marx-Universität Leipzig, wo er bis zum Eintritt in den Ruhestand tätig war. Nach der Wende kam es zu einem Rechtsstreit mit dem Freistaat Sachsen über den Fortbestand seines Arbeitsverhältnisses, den Faust 1992 gewann. Eine Berufungsklage des Freistaates wurde abgewiesen. Faust trat mit dem Erreichen der Altersgrenze am 31. März 1993 in den Ruhestand.

## Wissenschaftliche Tätigkeit an der Universität Leipzig
Faust wechselte auf Empfehlung von Adolf Kossakowski 1964 als Aspirant in der Fachrichtung Psychologie an die Karl-Marx-Universität Leipzig und wurde 1966 Wissenschaftlicher Oberassistent am Institut für Pädagogik. Seine Promotion A zum Dr. paed. mit dem Prädikat magna cum laude im Jahr 1968 stand unter den Titel Grundfragen der Entwicklung geistiger Fähigkeiten der Schüler im Unterricht.
Von 1969 bis 1980 war er Leiter der interdisziplinären Forschungsgemeinschaften „Fähigkeitsentwicklung“ (1969–1975) und „Schülertätigkeit“ (1976–1990) in der Sektion Pädagogik. 1971 wurde er Hochschuldozent für Didaktik. Nach seiner Dissertation (Promotion B) im Jahr 1976 zum Thema Entwicklung des Könnens der Schüler im Unterricht der Klassen 5–10 war er ab 1977 Leiter des Wissenschaftsbereiches Didaktik und wurde 1978 ordentlicher Professor für Didaktik.
Die Schwerpunkte seiner Lehr- und Forschungstätigkeit bezogen sich auf die Fachgebiete „Didaktik“ (Theorie des Unterrichts), „Deutsch-Methodik“ und „Pädagogische Psychologie“. Neben seiner Tätigkeit als Hochschullehrer leitete Faust von 1976 bis 1990 das Wissenschaftsgebiet Didaktik an der Sektion Pädagogik. 1976 wurde er zunächst stellvertretender Direktor und war dann von 1980 bis 1987 Direktor der Sektion Pädagogik.
Faust war zudem Mitglied des Wissenschaftlichen Rates der Akademie der pädagogischen Wissenschaften (APW) der DDR (1971–1989) sowie des Koordinationsrates des Instituts für Didaktik der APW (1971–1975).
In seinem Fachgebiet, der Didaktik, fand Faust weit über die Landesgrenzen der DDR Anerkennung. Neben fundierter Zusammenarbeit mit Wissenschaftlern aus Bulgarien (Sofia), der ČSSR (Olmütz) und Polen (Legnica) kooperierte er mit renommierten Pädagogikprofessoren wie J. Kangi (Universität Osaka) und Gawrail Hrussanow (Universität Sofia).
Neben zahlreichen fachspezifischen Publikationen veröffentlichte Faust auch populärwissenschaftliche Beiträge u. a. in der Universitätszeitung Leipzig und der Zeitung Neues Deutschland.

## Privates
Faust war zweimal verheiratet. Aus seiner ersten Ehe gingen zwei Kinder hervor. Er war konfessionslos. Nach Beendigung seines Berufslebens lebte er in der Nähe von Sonneberg.

## Auszeichnungen
- 1957: Pestalozzi-Medaille in Bronze
- 1966: Pestalozzi-Medaille in Silber
- 1976: Pestalozzi-Medaille in Gold
- 1981: Verleihung der Ehrennadel der Leipziger Karl-Marx-Universität
- 1982: Dr.-Theodor-Neubauer-Medaille
- 1989: Verdienter Lehrer des Volkes

## Publikationen (Auswahl)
- Bemerkungen zur Methodik. In: Deutsche Lehrerzeitung (DLZ). 1960, Nr. 37, S. 5
- Zur Problematik der Allgemeinen Pädagogik als Lehrfach. In: Broschüre - KMU Leipzig, Gesellschafts- und sprachwissenschaftliche Reihe. 1962, Heft 2, S. 213–216
- Selbstständigkeit ist nicht Selbstlauf. In: DLZ. 1964, Nr. 37, S. 3
- mit Horst Wenge: Probleme der Entwicklung geistiger Fähigkeiten der Schüler im Unterricht der Klassen 5-10. In: Pädagogik. Heft 3, 1968
- Fähigkeitsentwicklung im Unterrichtsprozess. In: Broschüre Päd. Berater - Bezirkskabinett f. Weiterbildung (Lehrer & Erzieher) KMU Nr. 10/21/1969
- Zur Entstehung geistiger Fähigkeiten im Unterrichtsprozess. In: Zeitschrift für den Erdkundeunterricht. 1970, Heft 3, S. 90–106
- Einheit von Erkenntnisgewinnung, Fähigkeitsentwicklung und Überzeugungsbildung. In: Pädagogik. 1970, Heft 7, S. 636–643
- mit Lothar Fischer, Horst Wenge: Entwicklung geistiger Fähigkeiten im Unterricht der Klassen 5–10. Verlag Volk und Wissen (Berlin) 1971, S. 37–62 und 75–97
- Über die Entwicklung geistiger Fähigkeiten im Unterricht. In: Narodne Prosveta. (Sofia), 1974, Heft 6, S. 82–89
- Povišavane umstveneta aktivnostna učenicite v učenbnija proces. In: Narodna Prosveta. (Sofia) & Verlag Volk und Wissen, Berlin 1975
- mit Edgar Drefenstedt: Zur Erhöhung geistiger Aktivität der Schüler im Unterricht. In: Beiträge zur Pädagogik. Nr. 3, Verlag Volk und Wissen, Berlin 1976
- mit Gawrail Hrussanow: Die Bedeutung d. Schüler im Unterricht für die allseitige Persönlichkeitsentwicklung. In: Narodna Prosveta. (Sofia) & Verlag Volk und Wissen, Berlin 1976, S. 76–116
- Probleme der Könnensentwicklung im Unterricht. In: Beiträge zur Pädagogik. Nr. 28, Verlag Volk und Wissen, Berlin 1982
- Könnensentwicklung. In: Broschüre der KMU, Gesellschafts- u. sprachwissenschaftl. Reihe. Band 37, Heft 3, 1988, S. 193–304
- Thesen zur Entwicklung soliden, anwendungsbereiten Könnens der Schüler im Unterricht. In: M. Brüggener, L. Fischer: Pädagogische Forschungen. Heft 3, Leipzig, KMU, Sektion Pädagogik 1988, S. 1–7